# Glaris
Pour les articles homonymes, voir Glaris (homonymie).
Glaris (Glarus en allemand) est une commune suisse du canton de Glaris et chef-lieu du canton.

## Géographie

### Situation

Photo aérienne prise à 1000 m par Walter Mittelholzer (1923)

La commune de Glaris est située dans la vallée de la Linth. Ravagé par un incendie en 1861, le centre de Glaris a été reconstruit selon un plan en damier.
Le territoire de Glaris s'étend sur 103,7 km2. Lors du relevé de 2013-2018, les surfaces d'habitations et d'infrastructures représentaient 4,3 % de sa superficie, les surfaces agricoles 25,8 %, les surfaces boisées 34,4 % et les surfaces improductives 35,4 %.
| Innerthal | Glaris Nord |                        |
|           | Glaris      | Glaris Nord Glaris Sud |
| Muotathal | Glaris Sud  |                        |

### Climat
La ville, encaissée dans les Alpes, est une des communes les moins ensoleillées du pays. Le soleil ne brille que 1 271 heures par an entre 1981 et 2010, alors qu'il brille 1 544 heures à Zürich, 1 872 heures à Lausanne, voir plus de 2 000 heures à Sion et au sud du Tessin.
La ville connait seulement 36,1 jours d'été, soit le nombre de jours où la température atteint 25 °C. Les journées tropicales atteignant les 30 °C, sont encore plus rares : 3,9 jours.
Durant l'hiver, le foehn peut y être tempétueux et il permet aux températures de grimper, franchissant parfois la barre des 20 °C. En dehors de ces épisodes de foehn, un climat montagnard de plaine régit le climat. La région est souvent prise dans le brouillard ou les nuages bas.
La station météorologique située à Glaris a enregistré une rafale à 190 km/h le	15 juillet 1985 lors d'une tempête orageuse, il s'agit de la plus forte rafale enregistrée en plaine en Suisse.[réf. souhaitée]

### Transports
- Ligne ferroviaire CFF Rapperswil-Ziegelbrücke-Linthal
- Autoroute A3 Bâle-Sargans, sortie 43 Bilten

## Histoire
La première mention historique de la ville remonte à 1178.
La ville devint le chef-lieu de la vallée en 1419. Aux XVIIIe et XIXe siècles, la vallée de Glaris connut un essor industriel avec le développement de fabriques d'indiennes et de blanchisseries. En 1865, la ville comptait six entreprises de ce domaine, occupant 1 750 personnes.
En 1864, la première loi européenne de protection des travailleurs, interdisant de faire travailler les ouvriers plus de 12 heures par jour, fut introduite à Glaris.
En 2011, la commune fusionne avec celles de Ennenda, Netstal et Riedern.

## Jumelages
La ville de Glaris est jumelée avec :
- Wiesbaden-Biebrich (Allemagne) depuis le 11 janvier 2009

## Population et société

### Démographie

#### Évolution de la population
Glaris compte 12 515 habitants au 31 décembre 2022 pour une densité de population de 121 hab/km2. Sur la période 2010-2019, sa population a augmenté de 2,8 % (canton : 5,1 % ; Suisse : 9,4 %). Au 31 décembre 2021, l’agglomération de Glaris compte 31 700 habitants. 

#### Pyramide des âges
En 2020, le taux de personnes de moins de 30 ans s'élève à 32,4 %, au-dessus de la valeur cantonale (30,8 %). Le taux de personnes de plus de 60 ans est quant à lui de 26,3 %, alors qu'il est de 27,6 % au niveau cantonal.
La même année, la commune compte 6 276 hommes pour 6 263 femmes, soit un taux de 50,1 % d'hommes, inférieur à celui du canton (50,5 %).
| Hommes | Classe d’âge | Femmes |
| ------ | ------------ | ------ |
| 0,7    | 90 ans ou +  | 1,8    |
| 7,1    | 75 à 89 ans  | 10,0   |
| 15,8   | 60 à 74 ans  | 17,1   |
| 21,8   | 45 à 59 ans  | 21,0   |
| 20,7   | 30 à 44 ans  | 19,3   |
| 19,0   | 15 à 29 ans  | 16,4   |
| 15,0   | - de 14 ans  | 14,3   |

| Hommes | Classe d’âge | Femmes |
| ------ | ------------ | ------ |
| 0,5    | 90 ans ou +  | 1,5    |
| 7,3    | 75 à 89 ans  | 9,9    |
| 17,9   | 60 à 74 ans  | 18,0   |
| 21,8   | 45 à 59 ans  | 21,3   |
| 20,8   | 30 à 44 ans  | 19,4   |
| 17,0   | 15 à 29 ans  | 15,6   |
| 14,6   | - de 14 ans  | 14,4   |

## Médias
- Glarner Nachrichten[9]

## Culture et patrimoine

### Héraldique
| Blason | Blasonnement : D'or au bouquetin arrêté de sable. Commentaires : Blason utilisé avant la fusion de 2011. |

### Monuments et curiosités
- Musée cantonal avec une riche collection consacrée à l’industrie textile glaronaise.
- Place de la Landsgemeinde
- Maison Leuzinger-Paravicini
- Chapelle du château Saint-Michel
- Église paroissiale commune aux deux cultes, catholique et protestant

### Personnalités
- Karl Josef von Bachmann, Commandant des Gardes suisses, guillotiné à Paris, le 3 septembre 1792.
- Anna Göldin, dernière femme exécutée pour sorcellerie en Suisse
- Joachim Heer (1825-1879), conseiller fédéral
- Heinz Leuzinger (1940-2007), guide de haute montagne et peintre, né à Glaris.
- Yvan Pestalozzi (1937-2024), artiste
- Yves Rüedi, juge fédéral
- Rösli Spiess (1896-1974), musicienne et pédagogue
- Aegidius Tschudi (1505-1572), historien
- Johann Jakob von Tschudi (1818-1889), explorateur et naturaliste
- Ulrich Zwingli, pasteur
- Ekkehard Fasser (1952-2021), bobeur suisse.